# Tallari
Tallari is een Finse folkgroep die een traditioneel getinte klank heeft.
De groep bestaat uit de vaste kern van Antti Hosioja, Risto Hotakainen, Ritva Talvitie en Timo Valo.
Daarnaast heeft de groep een steeds wisselende aantal extra leden gekend, vaak erg bekende namen uit de Noordse folkwereld, zoals zangeressen Tellu Turka en Anita Lehtola-Tollin van Hedningarna. 

## Huidige bezetting
- Antti Hosioja, accordeon, contrabas
- Risto Hotakainen, viool, mandoline, stråkharpa, nyckelharpa
- Pauliina Kumpulainen, zang
- Ritva Talvitie, viool, stråkharpa, accordeon, zang
- Timo Valo, harmonium

## Voormalige leden
- Arto Järvelä (1986-89)
- Hannu Lehtoranta (1986-90)
- Anna-Kaisa Liedes
- Leena Joutsenlahti
- Tellu Turkka
- Taito Hoffrén
- Liisa Matveinen (1989-92)
- Kurt Lindblad (1991-92)
- Valentina Matvejeva (1992)
- Anna-Maija Karjalainen (1993-94)
- Pia Rask (1994-96)
- Anita Lehtola-Tollin
- Eero Turkka (1999-2000)

## Discografie
- Harjumäen Kalliolla (1988)
- Komiammasti (1996)
- Virtaa (1999)
- 15 years Finnish folk (2002)
- Mieron tammat (2002)
- Runolaulutanssit (2003)